# Oenanthe fusca
Az Oenanthe fusca a madarak (Aves) osztályának verébalakúak (Passeriformes) rendjébe, ezen belül a légykapófélék (Muscicapidae) családjába tartozó faj.

## Rendszerezése
A fajt Edward Blyth angol zoológus írta le 1817-ben, a Saxicola nembe Saxicola fusca néven. Sorolják a Cercomela nembe is Cercomela fusca néven.

## Előfordulása
Ázsiában, India, Nepál és Pakisztán területén honos. Kóborlásai során eljut Bangladesbe is. Természetes élőhelyei a sziklás hegyek, valamint legelők. Állandó, nem vonuló faj.

## Megjelenése
Testhossza 17 centiméter, testtömege 13 gramm.
|  |

## Életmódja
Rovarokkal  és pókokkal táplálkozik.

## Természetvédelmi helyzete
Az elterjedési területe nagyon nagy, egyedszáma pedig stabil. A Természetvédelmi Világszövetség Vörös listáján nem fenyegetett fajként szerepel.